# Pudtol
Pudtol (Bayan ng Pudtol) är en kommun i Filippinerna. Kommunen ligger på ön Luzon, och tillhör provinsen Apayao. Folkmängden uppgår till 14 925 invånare år 2015.

## Barangayer
Pudtol är indelat i 22 barangayer.
| - Aga - Alem - Cabatacan - Cacalaggan - Capannikian - Lower Maton - Malibang - Mataguisi - Poblacion - San Antonio (Pugo) - Swan | - Upper Maton - Amado - Aurora - Doña Loreta - Emilia - Imelda - Lt. Bilag - Lydia - San Jose - San Luis - San Mariano |